# Златирът
Златирът е село в Южна България. То се намира в община Гурково, област Стара Загора.

## География
Златирът е последната от махалите на село Пчелиново (Пчелински рът). Намира се на прохода Хаинбоаз в планински район.